# Saint-Amable
Saint-Amable è un comune del Canada, situato nella provincia del Québec, nella regione di Montérégie.